# Žiga Brank
Žiga Brank, slovenski violinist, * 1982
Žiga Brank je violinist, koncertni glasbenik, profesor violine na Konservatoriju za glasbo in balet Ljubljana. Bil je koncertni mojster orkestra SNG opera in balet Maribor, član orkestra Slovenske filharmonije ter Zagrebških solistov. V preteklih letih je za arhiv RTV Slovenija posnel številna dela Johanna Sebastiana Bacha in Eugèna Ysaÿeja za solo violino. Veliko je nastopal kot solist z orkestri, najopaznejši pa je bil koncert v abonmajskem ciklusu Simfoničnega orkestra RTV Slovenija maja 2009. Izvedel je več samostojnih recitalov po vsej Evropi (Slovenija, Hrvaška, Italija, Avstrija, Nemčija, Nizozemska, Švica, Belgija, Irska), med katerimi so bili številni radijsko ali televizijsko snemani ter tudi v živo predvajani.V času študija je prejel pomembne nagrade. Srednja glasbena in baletna šola Ljubljana mu je leta 1995 podelila prvo Škerjančevo nagrado za izjemne uspehe pri umetniškem uveljavljanju šole. Leta 1998 je na nemškem zveznem tekmovanju »Jugend Musiziert« prejel 2. nagrado, leta 2003 1.nagrado na slovenskem državnem tekmovanju »Temsig«.
Svoje šolanje je začel v Ljubljani pri M. Kosiju in ga nadaljeval kot mladi študent na Visoki šoli za glasbo v Rostocku pri prof. C. Hutcap in nato na Visoki šoli za glasbo v Karlsruheju, kjer je v razredu prof. J. Rissina tudi diplomiral. Izpopolnjeval se je na seminarjih oz. mojstrskih tečajih pri mnogih profesorjih in izvajalcih mednarodnega slovesa, kot so I. Ozim, Z. Bron, E. Čugajeva, M. Yashvili in G. Zhislin.

## Diskografija in posnetki
- Založba kaset in plošč, RTV Slovenija (2010)
Žiga Brank, violina
Dunja Robotti, klavir
H. W. Ernst: Introdukcija in variacije na temo “Poslednja vrtnica”
W. A. Mozart: Sonata za klavir in violino št. 1 v G – duru, KV 301
L. van Beethoven: Sonata za klavir in violino št. 10 v G – duru, Op. 96
- Založba kakovostnih programov, RTV Slovenija (2013)
E. Ysaye: Šest sonat za violino solo, op. 27
Žiga Brank, violina
- Arhivni posnetki RTV Slovenija
  - J. S. Bach: Partita št. 2 v d - molu
  - J. S. Bach: Sonata št. 3 v C - duru